# Janet Airlines
Janet Airlines (также просто Janet) — неофициальное название засекреченного парка пассажирских самолётов, эксплуатируемых для Военно-воздушного министерства США в целях перевозки военных. Авиакомпания в основном выполняет рейсы на аэродромы объектов национальной безопасности штата Невада (в первую очередь Зону 51 и Зону 52) из частного терминала в Международном аэропорту Гарри Рида в Лас-Вегасе.
Авиакомпания эксплуатирует самолёты Boeing 737-600, Beechcraft King Air и Beechcraft Super King Air. Самолёты Boeing 737-600 авиакомпании, как правило, не имеют никаких опознавательных знаков, кроме бортового номера и белой ливреи с красной линией вдоль окон.

## Название
В СМИ для авиакомпании используется название Janet или Janet Airlines. Название, возможно, является аббревиатурой от «Joint Air Network for Employee Transportation» (рус. Объединённая воздушная сеть для перевозки сотрудников) или от «Just Another Non-Existent Terminal» (рус. Просто ещё один несуществующий терминал).

## Деятельность
Из-за своей секретности самолёты авиакомпании Janet Airlines базируются в специальной части международного аэропорта имени Гарри Рида. Пассажиры и экипажи садятся в самолёты в западной части аэропорта, рядом со специальной автостоянкой для пассажиров авиакомпании Janet Airlines. Существует также небольшое здание аэровокзала для пассажиров авиакомпании.
Рейсы Janet выполняются с трёхзначным номером и префиксом «WWW». В официальной публикации кодов авиакомпаний ИКАО это обозначение указано как недоступное. Официальный позывной авиакомпании — Janet. Однако авиакомпания также использует и другие позывные. Они известны как Groom Callsigns (рус. Позывные Грум). Позывной изменяется когда самолёт авиакомпании входит в воздушное пространство Зоны 51, а номер позывного будет состоять из последних 2 цифр номера рейса, к которым прибавлено 15. Например, если бы самолёт под позывным Janet 412 был передан под управление Зоны 51, позывной изменился бы на Bunny 27. Позывные Грум изменяются ежемесячно.
В радиообмене с авиадиспетчерами не называются из или на какой объект летит самолёт. Вместо названий военных аэродромов используются специальные коды — слово Station (рус. Станция) и цифра. Так, для Зоны 51 используется код Station 3, для аэропорта Палмдейл — Station 1, для аэропорта Лас-Вегаса — Station 9.

## Флот

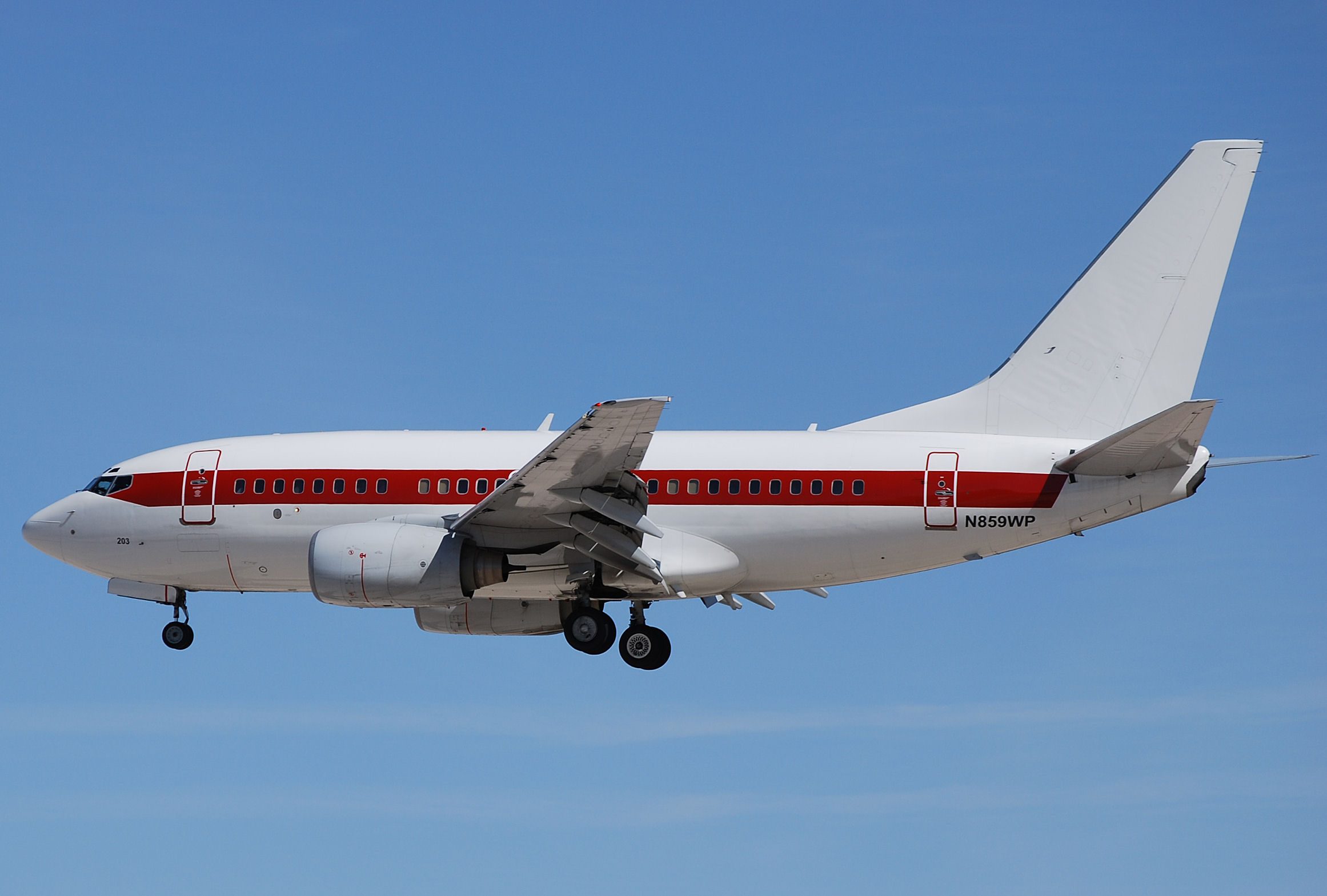
Boeing 737-600 авиакомпании Janet

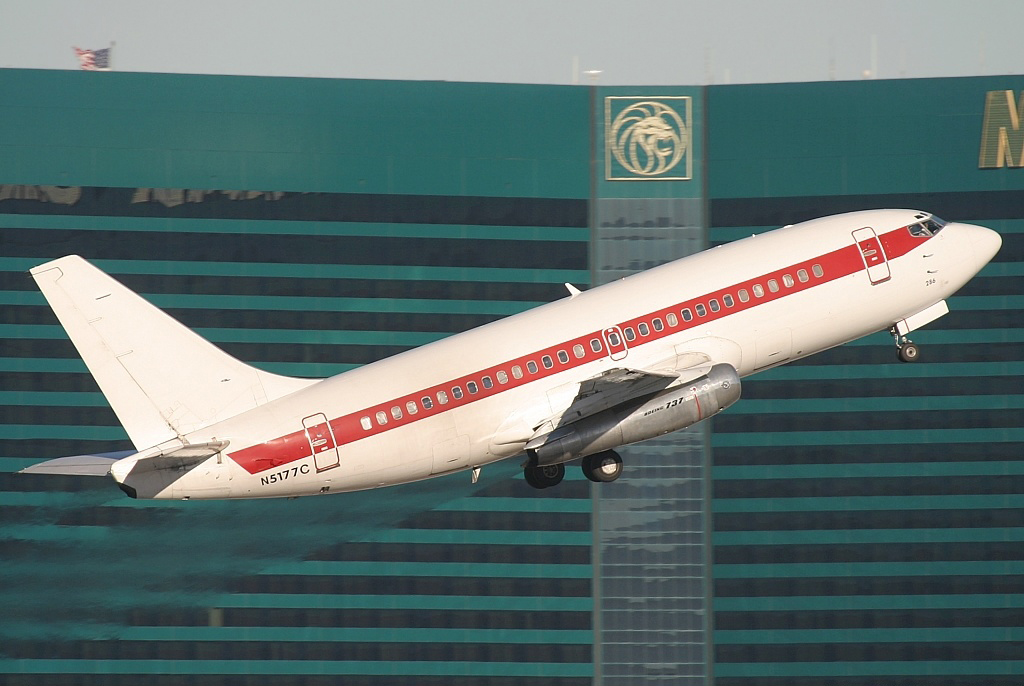
Boeing 737-200 авиакомпании Janet

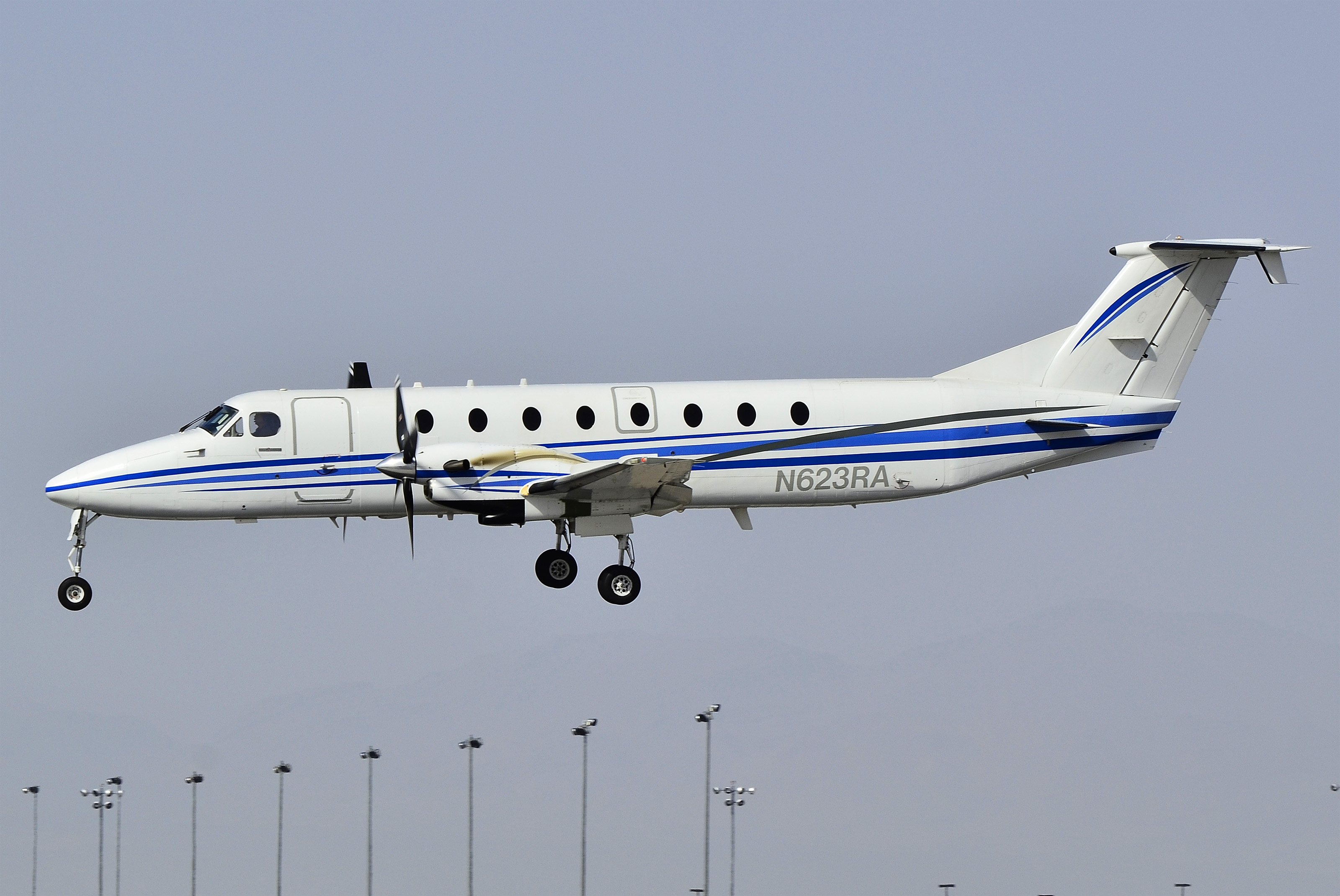
Beechcraft 1900C авиакомпании Janet

### История
Первые рейсы из Лас-Вегаса в Зону 51 были выполнены в 1972 году на самолёте Douglas DC-6 компании EG&G. Этот тип оставался в эксплуатации до 1981 года.
По состоянию на 2022 год флот Janet состоит из шести самолётов Boeing 737-600. Ранее Janet эксплуатировала Boeing 737-200, некоторые из которых ранее были военными самолётами Boeing T-43. Один из Boeing 737-200 с регистрационным номером 5177C в 1980-х годах базировался в Германии в международном аэропорту Франкфурта (в котором в то время была расположена авиабаза Рейн-Майн) и эксплуатировался Keyway Air Transport, по-видимому, компанией, связанной с правительством США. Он был выведен из эксплуатации 6 марта 2009 года, и вместе с другими Boeing 737-200 он был отправлен на хранение на авиабазу Дэвис-Монтан в Аризоне.
Все самолеты Boeng 737-600 авиакомпании Janet являющий бывшими самолётами Air China, за исключением N273RH и N365SR, которые ранее эксплуатировались China Southwest Airlines, прежде чем были приобретены в 2008 году. Первоначально самолеты были доставлены на военную базу Райт-Паттерсон, а затем в Лас-Вегас.
Один самолёт, Beechcraft 1900, потерпел катастрофу 16 марта 2004 года, когда разбился при заходе на посадку в Зоне 52 после того, как у пилота произошла остановка сердца. Погибли 5 человек, включая пилота.

### Нынешний флот
| Тип              | Бортовой номер | Источники   |
| ---------------- | -------------- | ----------- |
| Boeing 737-66N   | N319BD         | [ 5 ] [ 6 ] |
| Boeing 737-66N   | N869HH         | [ 5 ] [ 6 ] |
| Boeing 737-66N   | N859WP         | [ 5 ] [ 6 ] |
| Boeing 737-66N   | N273RH         | [ 5 ] [ 6 ] |
| Boeing 737-66N   | N365SR         | [ 5 ] [ 6 ] |
| Boeing 737-66N   | N288DP         | [ 5 ] [ 6 ] |
| Beechcraft 1900  | N20RA          | [ 5 ] [ 6 ] |
| Beechcraft 1900C | N623RA         | [ 5 ] [ 6 ] |
| Beechcraft B200C | N654BA         | [ 5 ] [ 6 ] |
| Beechcraft B200C | N661BA         | [ 5 ] [ 6 ] |
| Beechcraft B200C | N662BA         | [ 5 ] [ 6 ] |
| Beechcraft B300C | N989RR         | [ 5 ] [ 6 ] |
| Beechcraft B300C | N910CB         | [ 5 ] [ 6 ] |

### Бывший флот
| Тип                     | Бортовой номер | Статус   | Дата вывода          | Источники   |
| ----------------------- | -------------- | -------- | -------------------- | ----------- |
| Beechcraft 1900C        | N27RA          | Разбился | 16 марта 2004 года   | [ 5 ] [ 6 ] |
| Boeing 737-275          | N4529W         | Выведен  | 7 ноября 2008 года   | [ 5 ] [ 6 ] |
| Boeing 737-275          | N5294M         | Выведен  | 26 января 2009 года  | [ 5 ] [ 6 ] |
| Boeing 737-273          | N5177C         | Выведен  | 6 марта 2009 года    | [ 5 ] [ 6 ] |
| Boeing 737-273          | N5294E         | Выведен  | 17 апреля 2009 года  | [ 5 ] [ 6 ] |
| Boeing 737-273          | N5176Y         | Выведен  | 17 июля 2009 года    | [ 5 ] [ 6 ] |
| Boeing 737-253          | N5175U         | Выведен  | 10 августа 2009 года | [ 5 ] [ 6 ] |
| McDonnell Douglas DC-6B | N6583C         | Выведен  | Октябрь 1981 года    | [ 5 ] [ 6 ] |

## В культуре
В компьютерной игре 2006 года Microsoft Flight Simulator X имеется миссия «Секретный рейс», в рамках которой от игрока требуется выполнить перелёт из Международного аэропорта Гарри Рида на аэродром Грум-Лейк (Зона 51). Рейс выполняется на самолёте Boeing 737-800. За успешное выполнение задания игрок получает награду в виде фотокарточки с размазанным изображением НЛО (которое пролетит рядом с самолётом на огромной скорости).